# Celyphus bisetosus
Celyphus bisetosus är en tvåvingeart som beskrevs av Malloch 1929. Celyphus bisetosus ingår i släktet Celyphus och familjen Celyphidae. Inga underarter finns listade i Catalogue of Life.